# 133 Кирена
133 Кирена (133 Cyrene) — астероїд головного поясу, відкритий 16 серпня 1873 року.